# 富士谷紹憲
富士谷 紹憲（ふじたに しょうけん、1936年＜昭和11年＞生 - 2009年＜平成21年＞8月5日没）は、日本の風水師、陰陽師。熊本県出身。

## 経歴
富士谷紹憲は、1936年（昭和11年）に熊本県出身。地元の熊本県内の高校を卒業後に、東京に上京して大学に入学したが、のちに大学を中退した。
大学中退後は、大学図書館の職員や鍼灸師などを経て、20代後半の頃に「風水」や「陰陽道」などを学んで風水師や陰陽師の道に入った。
霊能者の菅谷春吉や「総理大臣の指南役」と呼ばれた易学者・哲学者・思想家の安岡正篤に師事して、安岡から日本の伝統的な哲学・思想の「日本主義」を学び「社会の病（やまい）を治療する国手（こくしゅ）たれ」と教えられたという。
天照大神、神威の政治、オカルト神権政治。国際政治、イルミナティ研究などにも造詣が深い。
与野党を問わず、日本の国会議員や地方公共団体（都道府県や区市町村）の首長や地方議員から政治活動や選挙運動のアドバイスや相談に乗っていた。政治家からは「永田町の陰陽師」（ながたちょうのおんみょうじ）と呼ばれていた。「七人の会」や「清朋会」などの保守系政治団体を主催していた。日本に駐在する大使館（外交官）関係者とも人脈があった。また、日本各地で講演会を開催していた。
インターネットでの噂によると、富士谷氏は1990年代（平成初期）頃に国会議員の協力により創価学会の池田大作（名誉会長）の「在日韓国人2世説」に関する身辺調査を行ったという。詳細は後述を参照。
富士谷氏は東京都三鷹市にある杏林大学医学部付属病院で、2009年（平成21年）8月5日に多臓器不全のため死亡した。享年72歳。

## 池田大作（名誉会長）の「在日韓国人2世説」に関する身辺調査
富士谷紹憲は、日本の政治家との交流が深かったので、1990年代（平成初期）頃に国会議員の協力により創価学会の池田大作（名誉会長）の「在日韓国人2世説」に関する身辺調査を行ったという。その後、池田大作の身辺調査の結果を、「池田大作の在日帰化人説」として2001年（平成13年）6月25日付けの右翼団体の機関紙『国民新聞』に掲載したという。
インターネットでの噂によると、2000年代（平成10年代）頃に「2ちゃんねる掲示板」の「創価・公明」板に創価学会の池田大作（名誉会長）は日本人（日本国籍）ではなく在日韓国人2世の成 太作（ソン・テジャク）だという説が多く書き込まれていた。初めは閲覧者数は少なかった。しかし、2010年代（平成20年代）にインターネットで活動するジャーナリスト・陰謀論者の「リチャード・コシミズ」（本名・輿水 正：こしみず ただし）が主催する陰謀論系政治団体の「リチャード・コシミズ独立党」による拡散活動により「2ちゃんねる掲示板」やYouTubeやSNSなどで「池田大作の在日韓国人2世説」は多くの人達に広がっていった。